# Baruch Marzel

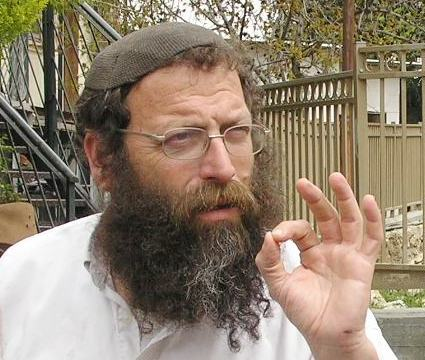
Baruch Marzel (2007)

Baruch Meir Marzel (* 23. April 1959 in Boston; hebräisch ברוך מאיר מרזל) ist ein israelischer Politiker und kahanistischer Aktivist. Er war Führer der sich am religiösen Zionismus orientierenden Partei Chasit Jehudit Le'umit (Jüdische Nationale Front), die in der Otzma Jehudit aufging. Er sah sich als „rechte Hand“ des ermordeten Rabbi Meir Kahane; er trat in diesem Zusammenhang zehn Jahre lang als Sprecher der amerikanischen Zweigstelle der Kach-Partei auf, bis diese in Israel und den Vereinigten Staaten als terroristische Organisation verboten wurde. Die Mehrheit der israelischen Presse bezeichnet ihn als „rechtsextremen Aktivisten“.

## Leben
Das Oberste Gericht Israels stufte die Kach-Partei als „rassistisch“ ein und schloss die Partei von der Israelische Parlamentswahl 1988 aus, da sie die Vertreibung der meisten arabischen Staatsbürger Israels aus Israel befürwortete.
Marzel wurde als Leiter des Sekretariats der Kach-Bewegung gewählt, nachdem Rabbi Kahane 1990 in New York ermordet worden war. Eine Splittergruppe der Kach, Kahane Chai („Kahane lebt“), wurde von Kahanes Sohn Binyamin Ze’ev Kahane geführt. Im Jahr 1994 wurden beide Gruppen in Israel sowie den USA als terroristische Organisationen eingestuft, nachdem es von der Gruppe unterstützende Äußerungen zur Tat von Baruch Goldstein gab; Goldstein hatte im Februar 1994 in Hebron 29 Palästinenser getötet.
Im Jahr 2003 trat Marzel der rechtspopulistischen Partei Herut – Die Nationale Bewegung und Yamin Yisrael bei, wo er nach Michael Kleiner der zweite Kandidat auf der Parteiliste wurde. Die Wahlwerbung zeigte ihn mit dem traditionellen hebräischen Sprichwort „Hazak U’Baruch“ (wortgetreu „stark und gesegnet“, hebräisch חזק וברוך), ein Wortspiel mit dem Vornamen Marzels. Die Herut verpasste knapp den Einzug in die Knesset.
2004 gründete er die Jüdische Nationale Front und führte deren Knesset-Liste bei den Wahlen von 2006 an.
Während des Wahlkampfes wandte er sich an die Israelischen Streitkräfte (IDF), sie mögen doch „eine gezielte Tötung an Uri Avnery und seinen linken Kollaborateuren durchführen“. Dies war eine Reaktion auf ein Radiointerview mit Avnery, in dem dieser den Mordanschlag auf den rechtsextremen israelischen Politiker Rechaw’am Ze’ewi mit gezielten Tötungen militanter Palästinenser durch die IDF verglich. Gusch Schalom zufolge führte der Radiosender allerdings nicht Avnerys nächsten Satz an, in dem er alle derartigen Aktionen missbilligte.
Marzel, ein orthodoxer Jude, lebt mit seiner Frau und seinen neun Kindern in der „Jüdischen Gemeinde von Hebron“ in Tel Rumeida.

## Kontroversen
Marzel befürwortete in der Vergangenheit Gewalt gegenüber Homosexuellen in Israel und rief während eines Radiointerviews zu einem religiösen Krieg auf. Im Jahr 2006, Tage vor einer geplanten Gay-Pride-Parade in Jerusalem, erklärte er Berichten zufolge, dass „die Messerattacke während der Parade des letzten Jahres klein im Vergleich zu dem erscheinen wird, was dieses Jahr zu erwarten ist. Wir haben einen Heiligen Krieg zu verkünden“. Marzel war auch an der umstrittenen Flaggenparade durch Umm al-Fahm beteiligt. Er führte Proteste gegen die achte Jerusalemer Gay-Pride-Parade im Jahr 2010 an, dafürhaltend, dass „Homosexualität eine Erkrankung der Wahlentscheidung ist, und ein Mann kann seinen Geschmack und seine Wege ändern. Wenn jemand Aids hat, wird ihm gesagt, dass er nicht andere anstecken soll – also warum wird diesen Leuten erlaubt, hier in Jerusalem aufzumarschieren und uns mit ihrer Krankheit anzustecken?“
Im Tötungsdelikt in Hebron am 24. März 2016 war Baruch Marzel anwesend und hatte, kurz bevor der Soldat Elor Azaria einen palästinensischen Gefangenen erschoss, mit dem Täter eine herzliche Begegnung. Dies wirkte in der Gerichtsverhandlung für Azaria zusätzlich erschwerend.
Im Jahr 2017 führte Marzel abermals eine Demonstration gegen die Gay-Pride-Parade in Jerusalem an. Dabei erklärte er, dass er lediglich die Parade ablehne, jedoch nichts gegen die Teilnehmer persönlich habe: „Ich kämpfe nicht gegen diese Leute persönlich, sondern gegen die Parade und das Phänomen. Die Familie ist eine heilige Institution, und es ist wichtig, sie zu schützen.“
Im Jahr 2006 schickte Marzel einen offenen Brief an Linor Abargil, in dem er sie dazu aufforderte, von der Heirat mit dem nichtjüdischen Basketballspieler Šarūnas Jasikevičius abzusehen; ein ähnlicher offener Brief wurde im März 2010 an das israelische Model Bar Refaeli geschickt, in dem es ebenfalls um die Heirat mit einem Nicht-Juden ging, in diesem Fall mit dem US-amerikanischen Schauspieler Leonardo DiCaprio. Als Repräsentant der Lehava-Organisation, die ihre Aufgabe darin sieht, Mischehen zu verhindern, versuchte Marzel, Rafaeli daran zu erinnern, dass sie Nachfahrin von Großeltern sei, die nicht davon träumen würden, sie einen Nicht-Juden heiraten zu sehen und somit Assimilation zu begehen.